# Elemi részecske

Az elemi részecskék Standard modellje

A részecskefizikában az elemi részecske kétféle értelemben használatos. Általában olyan részecskét értünk alatta, amely tovább nem bontható (a tudomány mai állása szerint), néha az összes olyan részecskét beleértik, ami más, nagyobb részecskének az építőköve. Például az atomok kisebb részecskékből, elektronokból, protonokból és neutronokból épülnek fel. Viszont a proton és a neutron még elemibb részecskékből, a kvarkokból és gluonokból áll, ez az első, gyakoribb felfogás szerint nem elemi részecske. A fizika egyik leglényegesebb célkitűzése, hogy megtalálja a legelemibb részecskéket, amelyekből az összes többi részecske felépíthető, míg maguknak nincsenek még elemibb összetevőik. Ez különbözteti meg őket a többi szubatomi részecskétől.

## Fontosabb elemi részecskék táblázata
| név               | jel | töltés | tömeg        | spin |
| ----------------- | --- | ------ | ------------ | ---- |
| up kvark          | u   | 2/3    | 2,3 MeV/c2   | 1/2  |
| charm kvark       | c   | 2/3    | 1,27 GeV/c2  | 1/2  |
| top kvark         | t   | 2/3    | 173 GeV/c2   | 1/2  |
| down kvark        | d   | −1/3   | 4,8 MeV/c2   | 1/2  |
| strange kvark     | s   | −1/3   | 95 MeV/c2    | 1/2  |
| bottom kvark      | b   | −1/3   | 4,2 GeV/c2   | 1/2  |
| elektron-neutrínó | νe  | 0      | <2,2 eV/c2   | 1/2  |
| müon-neutrínó     | νμ  | 0      | <0,17 MeV/c2 | 1/2  |
| tau-neutrínó      | ντ  | 0      | <15,5 MeV/c2 | 1/2  |
| elektron          | e   | −1     | 0,511 MeV/c2 | 1/2  |
| müon              | μ   | −1     | 105,7 MeV/c2 | 1/2  |
| tau               | τ   | −1     | 1,777 GeV/c2 | 1/2  |
| foton             | γ   | 0      | 0            | 1    |
| gluon             | g   | 0      | 0            | 1    |
| Z-bozon           | Z0  | 0      | 91,2 GeV/c2  | 1    |
| W-bozon           | W±  | ±1     | 80,4 GeV/c2  | 1    |
| Higgs-bozon       | H   | 0      | 125 GeV/c2   | 0    |

## Standard modell
A részecskefizika standard modellje 12-féle elemi fermiont (anyagi részecskét) és 5-féle bozont (közvetítő részecskét), valamint antirészecskéiket és a nemrég kísérletileg is felfedezett Higgs-bozont tartalmazza. A standard modellt egyébként egy ideiglenes, nem alapvető elméletnek tekinthetjük a fizikusok általános véleménye szerint, sőt az is előfordulhat, hogy valamelyik komponenséről idővel kiderül majd, hogy nem alapvető, hanem összetett részecske. Létezhetnek ezenkívül olyan elemi részecskék, amelyeket a standard modell nem ír le. A legfontosabb említendő ilyen részecske a graviton, a gravitációs kölcsönhatás feltételezett közvetítője. 

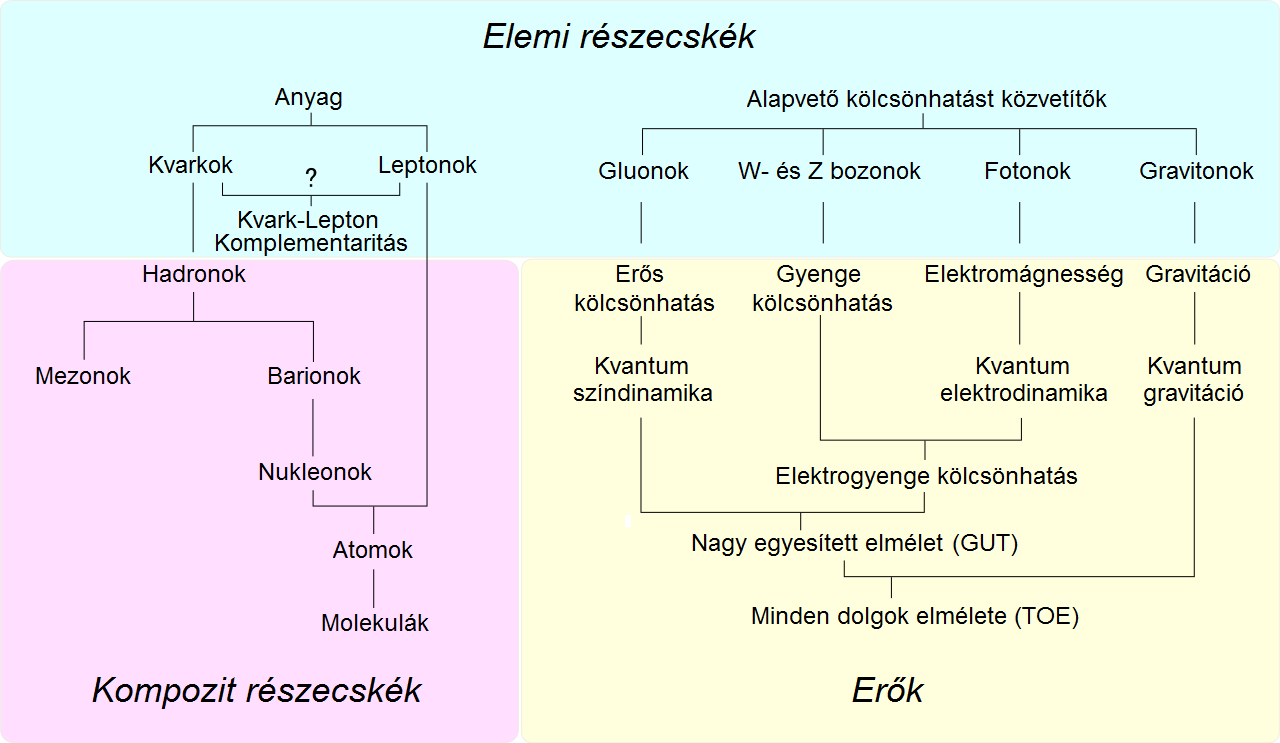
Az elemi részecskék áttekintése az egymásra gyakorolt hatásuk, illetve elméleteik szempontjából

### A 12 alapvető anyagi részecske
A 12 alapvető fermiont 3 családba sorolhatjuk, amelyek mindegyikének 4 tagja van. 6 részecske közülük kvark, 6 pedig lepton. Az utóbbiak közül 3 neutrínó, a maradék pedig az elektron, a müon és a tau-lepton.
| első család | második család | harmadik család | töltés (e) |
| u           | c              | t               | 2/3        |
| d           | s              | b               | -1/3       |
| e-          | μ-             | τ-              | -1         |
| νe          | νμ             | ντ              | 0          |

A CERN egyik kísérletéből és ettől független kozmológiai vizsgálatokból derült ki, hogy pontosan három ilyen részecskecsalád van.
Ha figyelembe vesszük, hogy a kvarkok háromféle színben léteznek, akkor az egyes családok össztöltésére 3·(2/3 - 1/3)-1+0 = 0 jön ki.

### A kölcsönhatásokat közvetítő részecskék
- Az elektromágneses kölcsönhatás esetén a foton.
- A gyenge kölcsönhatás esetén a semleges Z-bozon, valamint a két töltött W-bozon.
- Az erős kölcsönhatás esetén a nyolc gluon.

Összesen tehát tizenkét kölcsönhatást közvetítő részecskénk van.

### A Higgs-bozon
A Higgs-bozon a standard modell szerint két gyenge dublettből maradó egyetlen nagy tömegű részecske, ami spontán sérti az elektrogyenge szimmetriát az elektromágneses szimmetriává, közben tömeget adva a három gyenge közvetítő részecskének, valamint a kvarkoknak és a leptonoknak.

## A téridő kiterjesztése
A fizika fejlődése során az első ilyen kiterjesztés magának a téridő fogalmának megszületése volt. Korábban a fizikai egyenletek a konkrét folyamatokat leíró törvényeknek megfelelően a hármastérbeli (Euklideszi-tér) koordináták változását adták meg az idő függvényében, ill. egy fizikai objektum paramétereit a külön kezelt térkoordináták, valamint az idő függvényében. A koordináták is és az idő is abszolút mennyiségek voltak abban az értelemben, hogy két jelenség távolsága ill. időkülönbsége minden koordináta-rendszerben ugyanaz volt.
A speciális relativitáselmélet megszüntette ezt a különállást, a teret és az időt a négydimenziós, sajátos metrikájú Minkowski-térként együtt kezelve, és a Lorentz-transzformációval transzformációs kapcsolatot teremtett a térkoordináták és az idő között, amivel szemben megállapította a természet invarianciáját, és a fizikai mennyiségek kovarianciáját. A Lorentz-transzformáció a hármastérbeli forgatások általánosítása a Minkowski-térre.
A szuperszimmetria elmélete a Minkowski-teret szupertérré bővíti, a legegyszerűbb (N=1) esetben egy-egy spinorral és konjugált (pontozott) spinorral, aminek komponensei azonban nem komplex, hanem Grassmann-számok. A szupertranszformációk a négyestérbeli eltolások általánosításai, a super-Poincaré csoport elemei. A részecskéket szupermezők írják le, a négyestérbeli részecskemezők általánosításai.
Mind a relativisztikus, mind a szuperszimmetrikus kiterjesztés megduplázza a fizikai részecskék számát.

### Antirészecskék
A nem relativisztikus kvantummechanikában a hullámfüggvény és konjugáltjának szorzata egy valós skalármennyiség, a valószínűségi sűrűség eloszlása, ezért a két függvény transzformációs tulajdonságai minden koordináta-rendszerben ugyanolyan kapcsolatban állnak egymással. Relativisztikus esetben viszont a sűrűség egy négyesvektor nulladik komponense, elveszik tehát a kovariáns kapcsolat a hullámfüggvény és konjugáltja között, hiszen szorzatuk nem skalár. A konjugált mennyiség önálló szabadsági fokká válik, amit az antirészecskék megjelenésével azonosíthatunk. Minden részecskének van antirészecskéje, vannak olyanok azonban, akik a saját maguk antirészecskéi. Az ilyen részecskék hullámfüggvénye valós, töltésük semleges és valódi semleges részecskéknek hívjuk őket. Ilyen részecske például a foton.

### Szuperpartnerek
A szupermezők Grassmann-változók szerinti sorfejtésében – ez a sorfejtés a Grassmann-számok algebrája miatt véges – első tagként a négyestérbeli részecskemező szerepel, majd a Grassmann-spinor és egy „másik mező” szorzata, valamint még néhány további tag. Ez a másik mező új részecskét, a szokásos részecske szuperpartnerét írja le. Mivel – feles spinű részecske transzformációs tulajdonságaival rendelkező – Grassmann-spinorral szorozva ugyanolyanok a transzformációs tulajdonságai, mint a négyestérbeli mezőé, ezért ha a „szokásos” részecske fermion, akkor a szuperpartner „bozon” és megfordítva. Minden részecskének van ilyen szuperpartnere a szuperszimmetria elmélete szerint. Kísérletileg még nem sikerült igazolni a létezésüket, de nagyon sok elméleti érv szól emellett. A szuperszimmetria, ha létezik is, akkor is sérült, hiszen sérülés nélkül a szuperpartnerek tömege ugyanakkora lenne, mint a „rendes” részecskéké, és akkor már biztosan felfedeztük volna őket. Így a sérülés miatt nyilván nagy tömegű részecskékről van szó, a sértés módja (direkt vagy spontán) azonban szintén vizsgálat tárgya.

## A belső tér (mértékszimmetria) kiterjesztése
Az elektrodinamika mértékszabadságának vizsgálata és a kvantum-elektrodinamikai kiterjesztése a sugárzási térről (foton) az anyagi terekre (elektron) is kimutatta, hogy ez egy lokális U(1)-szimmetria, ami egyértelműen megszabja az anyagi terek (töltések) és a sugárzási tér részecskéinek a kölcsönhatását, és a töltések közötti kölcsönhatást is ilyen töltés-sugárzási kölcsönhatásokon megy keresztül. Azaz az elektromágneses kölcsönhatás közvetítő részecskéje a foton.

### Kölcsönhatások és közvetítőik
Ezt az eredményt a kvantumtérelmélet általánosította, a gyenge kölcsönhatást és az erős kölcsönhatást is ilyen lokális szimmetriával rendelkező térelméletek azaz mértékelméletek, az elektrogyenge elmélet és a kvantum-színdinamika segítségével írta le. Ez a kölcsönhatásokat közvetítő részecskék, a gyenge (W-bozonok, Z-bozon) ill. erős mértékbozonok (gluonok) megjelenésével járt. Az elektromágneses U(1) belső tér pedig SU(3)×SU(2)×U(1)-belső térré bővült, amin belüli transzformációkkal szemben szimmetria érvényesül (Standard modell).

### Szimmetriasértés és Higgs-bozon
A gyenge kölcsönhatás SU(2)-szimmetriája sérült, melyre a Higgs-bozon spontán szimmetriasértése ad magyarázatot, mivel ez egy sajátos, önkölcsönhatással rendelkező részecske, ami a sértésen keresztül tömeget ad a gyenge közvetítő bozonoknak és a fermionoknak (kvarkoknak és leptonoknak). 